# 柳肇慶
柳肇慶（？—？）字衍斋，江苏省丹徒县人。中华民国政治人物。

## 生平
柳肇庆曾任安福国会众议员、镇江商埠警察厅厅长。在南京国民政府的官场上，柳肇庆很不得志。
1937年抗日战争爆发后，日军占领镇江后，柳肇庆在日本人的“敦促”下出任镇江自治会会长。日军占领镇江的最初一个月内，镇江一直未成立维持会，地方不安，人心惶恐，直到柳肇慶出任自治会会长，镇江居民“觉得到此时候，才算地方有主，群情稍觉安慰”。维持会的成立，不仅是日本人单方面的需要，也迎合了城镇居民尤其是有产阶层希望社会稳定的需要。
柳肇庆出任自治会会长，主要是希望维护地方秩序、保护民众平安，试图在应付日本人的同时，尽量为市民办事。但柳肇庆上任后，人身自由都没有保障，更不用说为市民服务。“柳上任之日，……,举行开会典礼。来宾须经敌兵检查，柳乘包车出外，一人前导，手执日旗，观此种种，已被无形管制，失却自主……”柳肇庆只担任了一个月的会长后便辞职。
汪精卫政权成立后，在镇江设有两套官办的有关烟土的机构：一套是戒烟局，局长是柳肇庆，另一套是宏济善堂镇江分堂。